# Yffiniac

Yffiniac este o comună în departamentul  Côtes-d'Armor, Franța. În 1 ianuarie 2022 avea o populație de 4.980 de locuitori.